# 콜럼버스 레드버즈
콜럼버스 레드버즈(Columbus Red Birds)는 미국 오하이오주 콜럼버스를 연고지로 했던 마이너 리그 베이스볼 팀이다. 1931년부터 1954년까지 아메리칸 어소시에이션에 참가했으며, 같은 기간 세인트루이스 카디널스 산하에 있었다. 홈구장은 레드버드 스타디움이었다.

## 역대 주요 선수
- 월터 올스턴
- 레이 블레이즈
- 모트 쿠퍼
- 콧 딜
- 토니 프레이타스
- 칙 풀리스
- 하비 해딕스
- 솔리 헤무스
- 맥스 러니어
- 미키 오웬
- 브랜치 리키
- 에노스 슬로터
- 빌리 사우스워스
- 해리 워커
- 필 와인트라우브
- 버지스 화이트헤드
- 톰 윈셋